# Пищар Лутфиу
Пищар Лутфиу (на албански: Pishtar Lutfiu; на македонска литературна норма: Пиштар Лутфиу) е политик от Северна Македония от албански произход.

## Биография
Роден е на 17 март 1986 година в Дебър. През 2004 г. завършва средно училище „Никола Щейн“ в Тетово. През 2009 г. завършва публична администрация и политически науки в Университета на Югоизточна Европа в Тетово, а през 2012 г. завършва магистратура политически науки в същия университет. В периода 2011 – 2013 е генерален секретар на Института за политически и международни изследвания в Скопие. От 2013 г. работи в Секретариата за прилагане на Охридския рамков договор. На 16 януари 2016 г. става министър на образованието в служебното правителство на Република Македония.